# Verena Graf
Verena Graf (* 25. Mai 1972 in Leoben) ist eine ehemalige österreichische Politikerin (FPÖ).
Vom 7. November 2000 bis zum 25. Oktober 2005 gehörte sie dem steirischen Landtag in einer Gesetzgebungsperiode als Landtagsabgeordnete an.

## Leben und Wirken
Verena Graf wurde am 25. Mai 1972 in Leoben geboren, besuchte die Volksschule in Traboch und danach vier Jahre lang ein musisches Gymnasium in Wien. In weiterer Folge besuchte sie drei Jahre lang die Handelsakademie in Bruck an der Mur, schloss dann jedoch die Handelsschule Bruck an der Mur ab, ohne die fünfjährige HAK fertig zu absolvieren. In weiterer Folge war sie ein Jahr lang als Arztassistentin in Schruns in Tirol tätig, war vier Jahre lang Geschäftsführerin eines Textilunternehmens in Schruns und wirkte ab 1998 als Angestellte im elterlichen Betrieb in Kapfenberg mit.
Ab 2000 fungierte Graf als Gemeinderätin in Thörl. Bei der Landtagswahl in der Steiermark 2000 schaffte das FPÖ-Mitglied Graf den Einzug in den steirischen Landtag, dem sie in der XIV. Gesetzgebungsperiode vom 7. November 2000 bis zum 24. Oktober 2005 angehörte. Kurz vor ihrem Ausscheiden aus dem Landtag am Ende der XIV. Gesetzgebungsperiode wurde Graf, die einst auch als Jugendsprecherin der steirischen FPÖ tätig war, am 11. August 2005 zur freiheitlichen Klubobfrau ernannt, schaffte somit den Weg in den FPÖ-Bundesparteivorstand und hatte dieses Amt bis zum Ende ihrer Landtagszeit am 25. November 2005 inne. Zumindest 2005 schien sie noch als Thörler Gemeinderätin auf; seit wann sie nicht mehr im Amt ist, ist nicht bekannt. Im Jahr 2009 kandidierte sie bei der Europawahl in Österreich 2009.
Anlässlich des 100-jährigen Bestehens des Ortsverbands (OV) Kapfenberg des Österreichischen Kameradschaftsbunds (ÖKB) am 5. November 2004 war Graf eine der Persönlichkeiten, die den Ehrenschutz für dieses Jubiläum übernahmen.